# Festival Internacional de Cinema de Sant Sebastià 1974
La 22a edició del Festival Internacional de Cinema de Sant Sebastià va tenir lloc entre el 14 i el 25 de setembre de 1974. En aquesta edició continuava tenint la categoria A de la FIAPF, és a dir, festival competitiu no especialitzat.

## Desenvolupament
El Festival fou inaugurat el 14 de setembre de 1974 a l'ajuntamant de Sant Sebastià pel president del festival Miguel Echarri amb la presència del ministre d'informació i turisme Pío Cabanillas Gallas i l'alcalde Francisco Lasa Echarri. El ministre, però, no va assistir a la sessió inaugural en senyal de dol per l'atemptat de la cafeteria Rolando del dia 13. El president del festival va anunciar la creació d'una nova secció dedicada als nous directors. També hi van assistir el director general de cinematografia Rogelio Díez Alonso, els actors Richard Burton i Sophia Loren i el productor Carlo Ponti. La retrospectiva d'aquest any estaria dedicada a Nicholas Ray. La pel·lícula inaugural fou El viatge de Vittorio de Sica. Els dies 15 i 16 es van projectar Drzwi w murze, Veris ubnis melodiebi, així com els curtmetratges Simparele, d'Humberto Solás (fet per refugiats haitians) i Tautòlogos de Javier Aguirre Fernández. El dia 17 Lidé z Metra i 11 Harrowhouse, juntament amb el curtmetratge espanyol Biotopo. El dia 18 es va projectar l'espanyola La loba y la paloma de Gonzalo Suárez i l'argentina Boquitas pintadas, força protestades pel públic, El dia 19 Traumstadt i La Femme de Jean. el dia 20 The Parallax View i Anastasia mio fratello, el 21 The Tamarind Seed i Tormento, el 22 Males terres i Le Secret, i el 23 Jongara i W El dia 24 es va projectar Pelham un, dos, tres i La circostanza. El dia 25 es van projectar Presagio i Alljon meg a menet. Després de presentar fora de concurs El gran Gatsby es van donar a conèixer els premis.

## Jurat oficial
- Nicholas Ray
- Ben Arbeid
- Véra Belmont
- Luis Gasca
- Antonio J. Grompone
- Károly Makk
- Julián Mateos
- Leo Pestelli

## Selecció oficial
Les pel·lícules de la selecció oficial de 1974 foren:
- 11 Harrowhouse d'Aram Avakian
- Alljon meg a menet de Lívia Gyarmathy
- Anastasia mio fratello de Stefano Vanzina
- Males terres (Badlands) de Terrence Malick
- Boquitas pintadas de Leopoldo Torre Nilsson
- Drzwi w murze de Stanisław Różewicz
- El viatge de Vittorio de Sica
- Jongara de Kōichi Saitō
- La circostanza d'Ermanno Olmi
- La Femme de Jean de Yannick Bellon
- La loba y la paloma de Gonzalo Suárez
- Le Secret de Robert Enrico
- Lidé z Metra de Jaromil Jireš
- Veris ubnis melodiebi de Guiorgui Xenguelaia
- Presagio de Luis Alcoriza
- El gran Gatsby de Jack Clayton  (fora de concurs)
- The Parallax View d'Alan J. Pakula
- Pelham un, dos, tres de Joseph Sargent
- The Tamarind Seed de Blake Edwards
- Tormento de Pedro Olea
- Traumstadt de Johannes Schaaf
- W de Richard Quine  (fora de concurs)

## Secció "Nous creadors"
- Álmodó ifjúság de János Rózsa
- ¿... Y el prójimo? d'Ángel del Pozo Merino
- Einer von uns beiden de Wolfgang Petersen
- Got it made de James Kenelm Clarke
- L'invenzione di Morel d'Emidio Greco
- La Route de Jean-François Bizot
- La tregua de Sergio Renán
- Les Jours gris d'Iradj Azimi
- Moments de Peter Crane
- O segredo da rosa de Vanja Orico
- Pueblo chico d'Antonio Eguino
- Trofej neznámého střelce de Vladislav Pavlovič i Vincent Rosinec
- Watched! de John Parsons
- Zapis zbrodni d'Andrzej Trzos-Rastawiecki

## Palmarès
Els premis atorgats en aquesta edició foren:
- Conquilla d'Or a la millor pel·lícula: Males terres de Terrence Malick
- Conquilla d'Or (curtmetratge): Simparele, d'Humberto Solás
- Premi Especial del Jurat i Conquilla de Plata: Boquitas pintadas de Leopoldo Torre Nilsson
- Conquilla de plata (ex aequo): 
  - La Femme de Jean de Yannick Bellon 
  - Drzwi w murze de Stanisław Różewicz
- Premi Sant Sebastià d'interpretació femenina: Sophia Loren, per El viatge de Vittorio de Sica
- Premi Sant Sebastià d'interpretació masculina: Martin Sheen, per Males terres de Terrence Malick
- Premi Perla del Cantàbric a la millor pel·lícula de parla hispana: Tormento de Pedro Olea
- Menció especial del Jurat: Presagio, de Luis Alcoriza  i Ermanno Olmi, per La circostanza